# Helge Sander
Helge Mølsted Sander (ur. 27 sierpnia 1950 w Ørre) – duński polityk, dziennikarz i samorządowiec, w latach 2001–2010 minister nauki.

## Życiorys
Ukończył w 1971 szkołę dziennikarską (Herning Folkeblad). Pracę zawodową rozpoczynał w 1968 jako dziennikarz „Herning Folkeblad”, na początku lat 70. krótko współpracował z „Morgenavisen Jyllands-Posten”. Był później dyrektorem spółki prawa handlowego, działaczem sportowym i konsultantem w browarze Carlsberga.
W 1967 wszedł w skład lokalnych władz młodzieżówki liberalnej, a trzy lata później zasiadł we władzach wojewódzkich partii Venstre. W latach 1974–1979 i 1994–2001 zasiadał w radzie miasta Herning, od 1994 był wiceburmistrzem, a od 1998 do 2001 burmistrzem tej miejscowości. W okresie 1984–1998 sprawował mandat posła do duńskiego parlamentu. Do Folketingetu powrócił w 2005, w 2007 skutecznie ubiegał się o reelekcję.
27 listopada 2001 Anders Fogh Rasmussen powierzył mu tekę ministra nauki, technologii i rozwoju, stanowisko to zajmował w trzech kolejnych rządach tego premiera. Pozostał na nim także po utworzeniu kolejnego gabinetu na czele Larsem Løkke Rasmussenem. Z administracji rządowej odszedł 23 lutego 2010.